# Ratne igre
Ratne igre su drugi studijski album jugoslavenske hard rock grupe Kerber. Album je izdan 1985., a izdavač je ZKP RTLJ. 
Snimljen je 13. prosinca 1984. u Liverpoolu, u diskografskoj kući Studio One, koja je tada je bila jedna od najslavnijih diskografskih kuća.
Ratne igre su Kerberov prvi album koji je nastao u kooperaciji s Duškom Arsenijevićem. Najveći hit s albuma je istoimena pjesma Ratne igre koja je postigla veliku slušanost u Jugoslaviji. Instrumental pjesme je poslužio za uvodnu špicu emisije TV Beograda o vojsci Dozvolite da se obratimo.
Pjesma "Get Me Out" (hrv. Izvucite me vani), engleska inačica pjesme "Mezimac" s prijašnjeg albuma Nebo je malo za sve. 

## Popis pjesama
Tekstovi i glazba: Kerber, Duško Arsenijević. 
| Ratne igre | Ratne igre          | Ratne igre              | Ratne igre | Ratne igre | Ratne igre | Ratne igre | Ratne igre | Ratne igre | Ratne igre |
| Br.        | Skladba             | Tekstopisac             | Trajanje   |            |            |            |            |            |            |
| ---------- | ------------------- | ----------------------- | ---------- | ---------- | ---------- | ---------- | ---------- | ---------- | ---------- |
| 1.         | »Ratne igre«        | Kerber                  | 3:36       |            |            |            |            |            |            |
| 2.         | »Babaroga«          | Duško Arsenijević       | 3:33       |            |            |            |            |            |            |
| 3.         | »Mesečar«           | Kerber                  | 3:42       |            |            |            |            |            |            |
| 4.         | »Zauvek slobodna«   | Kerber                  | 4:00       |            |            |            |            |            |            |
| 5.         | »Dođi«              | Kerber                  | 3:34       |            |            |            |            |            |            |
| 6.         | »Hteo bih...«       | Duško Arsenijević       | 3:29       |            |            |            |            |            |            |
| 7.         | »Šta ostaje«        | Kerber, Jacques Prévert | 3:57       |            |            |            |            |            |            |
| 8.         | »Vreme za uspomene« | Kerber                  | 3:17       |            |            |            |            |            |            |
| 9.         | »Get Me Out«        | Gordon Rowley           | 4:10       |            |            |            |            |            |            |
| 33:22      |                     |                         |            |            |            |            |            |            |            |

## Glazbenici
- Goran Šepa - vokal
- Tomislav Nikolić - gitara
- Branislav Božinović - klavijatura
- Zoran Žikić - bas-gitara
- Zoran Stamenković - bubnjevi

## Vanjske poveznice
- Pjesma "Ratne igre na YouTubeu
- Ratne igre na Discogs